# Antonio Lepori
Antonio Lepori és un lingüista sard, gran estudiós del dialecte campidanès i de les seves relacions amb l'italià i el sard escrits.

## Obres
- Appunti per una storia della poesia del Campidanese (1987)
- Dizionario italiano-sardo (campidanese) (1988)
- Passau e presenti de sa lingua sarda (1982)
- Fueddariu campidanesu de sinonimus e contrarius (1987)
- Gramatiga sarda po is campidanesus : duas obras in d-unu libru : compendio di grammatica campidanese per italofon (2001)
- Stòria lestra de sa literatura sarda (2005)